# Longlingxia Shuiku
Longlingxia Shuiku (kinesiska: 龙岭下水库) är en reservoar i Kina. Den ligger i provinsen Fujian, i den sydöstra delen av landet, omkring 230 kilometer nordväst om provinshuvudstaden Fuzhou. Longlingxia Shuiku ligger 385 meter över havet. Arean är 0,36 kvadratkilometer. I omgivningarna runt Longlingxia Shuiku växer i huvudsak blandskog. Den sträcker sig 1,5 kilometer i nord-sydlig riktning, och 0,4 kilometer i öst-västlig riktning.
Genomsnittlig årsnederbörd är 2 531 millimeter. Den regnigaste månaden är juni, med i genomsnitt 446 mm nederbörd, och den torraste är oktober, med 28 mm nederbörd.